# Oberwinterthur

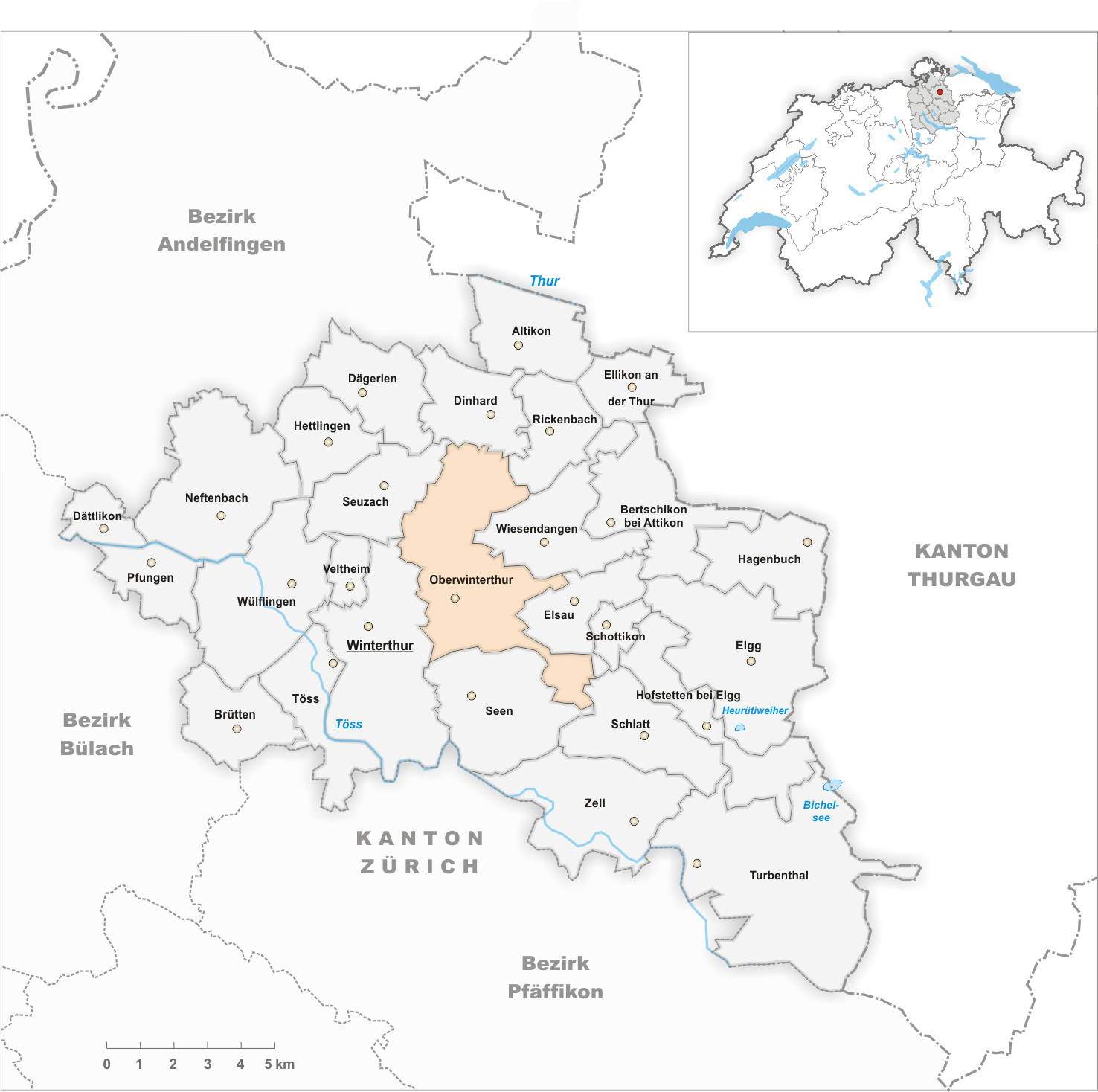
Gemeindestand vor der Fusion am 1. Januar 1922

Oberwinterthur (umgangssprachlich Oberi) ist ein Stadtkreis der Stadt Winterthur in der Schweiz. Die ehemals selbständige Gemeinde Oberwinterthur wurde 1922 eingemeindet und bildet den heutigen Kreis 2.

## Wappen
Die Blasonierung lautet: Geteilt, oben in Gold ein schreitender roter Löwe, unten von Blau und Silber geschacht.

## Geografie

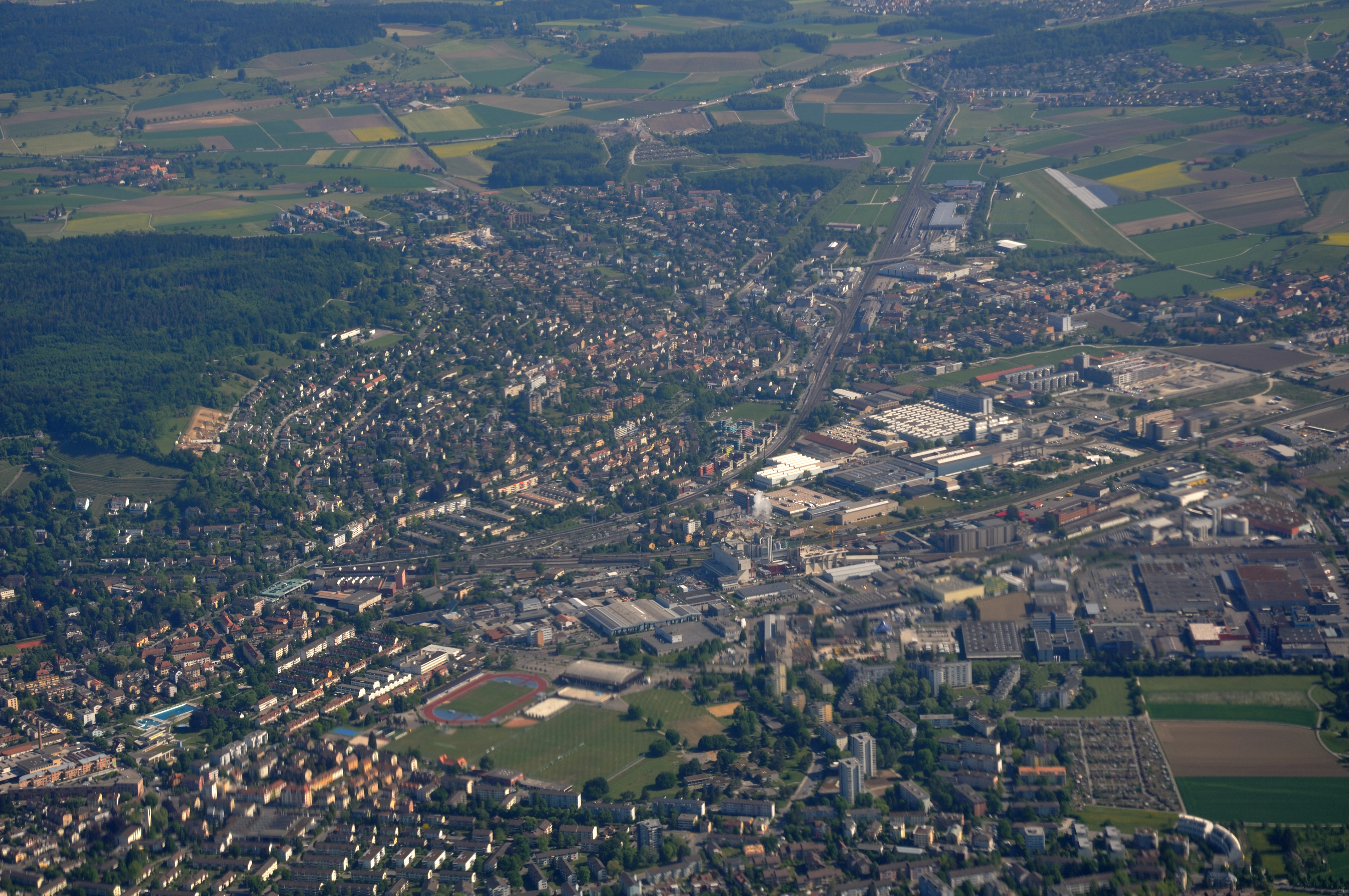
Luftbild von Oberwinterthur, von Süden her aufgenommen; links der Lindberg, rechts der Bildmitte Grüze

Der Stadtkreis Oberwinterthur liegt im Nordosten der Stadt Winterthur. Ein weitgehend intakter Ortskern mit Fachwerkbauten und Kopfsteinpflaster bildet das Zentrum von Oberwinterthur. Der Stadtkreis teilt sich in neun Quartiere mit sehr unterschiedlicher Struktur. Talacker und Guggenbühl sind zwei ältere Wohnquartiere mit hoher Bevölkerungsdichte. Reutlingen, Stadel und Ricketwil konnten als sogenannte Aussenwachten ihren dörflichen Charakter erhalten. Die Quartiere Grüze und Hegmatten sind von Industriebauten geprägt. Dynamisch entwickeln sich die Quartiere Zinzikon und Hegi auf Grund einer hohen Bautätigkeit.
Im Südosten von Oberwinterthur erhebt sich der Hegiberg (594 m ü. M.), im Nordwesten der Lindberg (554 m), an dessen Fuss der historische Ortskern liegt. Durch die Ebene zwischen diesen Hügeln fliesst die Eulach, in welche beim Bahnhof Oberwinterthur der Riedbach mündet.

## Geschichte

### Urgeschichte
Als älteste Siedlungsspur auf dem Gebiet Oberwinterthurs wurde 1992 bei Ausgrabungen zu Vitudurum an der Römerstrasse 229 ein jungsteinzeitliches Grubenhaus gefunden, das sich anhand der vorgefundenen Keramik auf die Zeit um 3000 v. Chr. datieren liess. Daneben fand man dort auch noch Silex sowie ein 2 Zentimeter langes Steinzäpfchen, das beispielsweise bei der Herstellung von Steinäxten entsteht. Weiter wurde 1934 beim Bau des Lindbergschulhauses auch ein 30 cm grosses, jungsteinzeitliches Steinbeil gefunden.

### Römerzeit

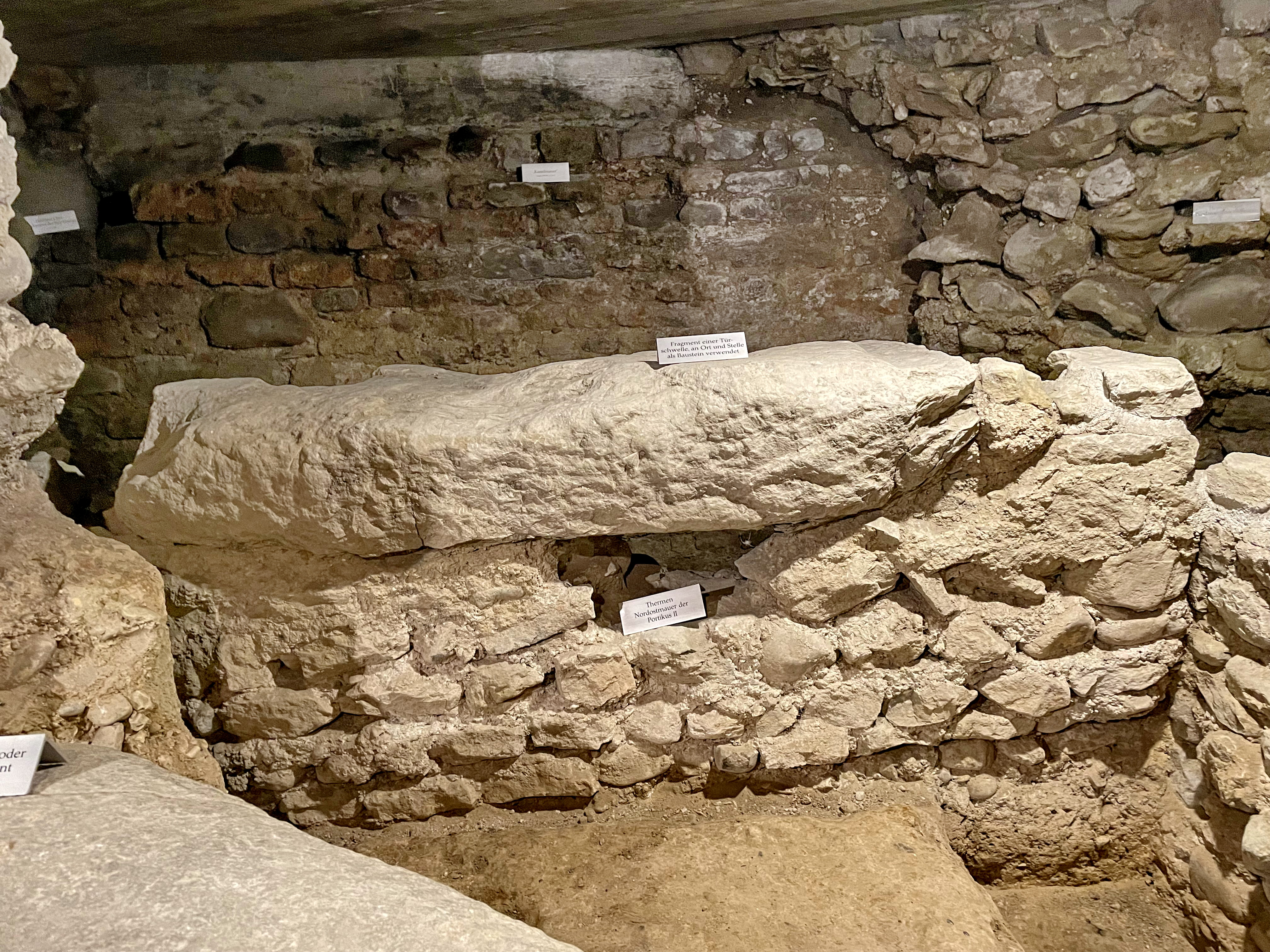
Römische Mauern unter dem Chor der Kirche St. Arbogast

In Oberwinterthur bestand zur Römerzeit ein römischer Vicus. Als Hypothese wird zwar aufgrund des Namens ein keltischer Ursprung vermutet und dass die römische Siedlung nachfolgend auf eine keltische Siedlung angelegt wurde. Belegen lässt sich das jedoch nicht. Realistischer ist eine Gründung mit dem Einmarsch der Römer um 15 v. Chr.; eine Bautätigkeit lässt sich ab 1 n. Chr. archäologisch belegen. Die Siedlung lag an der bedeutenden Römerstrasse zwischen Vindonissa und Brigantium, weitere Verkehrswege führten nach Kempraten und Tasgetium. Das Zentrum der Siedlung lag auf dem Kirchhügel, wo verschiedene Steinbauten mit öffentlicher Funktion standen. Dazu gehörten ein Gallo-römischer Umgangstempel und eine Therme. Neben dem Kirchhügel gibt es ein archäologisch gut dokumentiertes Westquartier beim Unteren Bühl sowie ein Ostquartier. Weiter wurden auch zwei Töpferbezirke nachgewiesen und eine Versorgung der Siedlung mit einem Wasserleitungssystem. Namentlich an der Römerstrasse 209 traten bei Rettungsgrabungen 1995–1996 Belege für Holz- und Fachwerkbauten mit Lehmböden und Herdstellen zutage, die auf eine gewerbliche Nutzung schliessen lassen. Zwei Töpferöfen (einer mit Kuppel) und drei Brunnen-, bzw. Zisternenschächte wurden nachgewiesen. Die Nähe zur Fundstelle Dorfstrasse 7, wo 1991/92 Töpferöfen entdeckt wurden, legt den Schluss auf einen Töpferbezirk nahe.
294 n. Chr. wurde der Kirchhügel zum Schutz vor Germaneneinfällen mit einer mächtigen Mauer befestigt. Die Gründungsinschrift dieses Bauwerks befindet sich heute im Winterthurer Rathaus. Sie war im Frühmittelalter entwendet worden und fand erst im 20. Jahrhundert ihren Weg von Konstanz zurück nach Winterthur. Vitudurum ist eine der wichtigsten archäologischen Fundstellen aus der Römerzeit im Kanton Zürich. Um ca. 400 n. Chr. fand die römische Siedlung ihr jähes Ende mit dem Abzug der Römer aus diesem Gebiet.:S. 20–28

### Früh- und Hochmittelalter

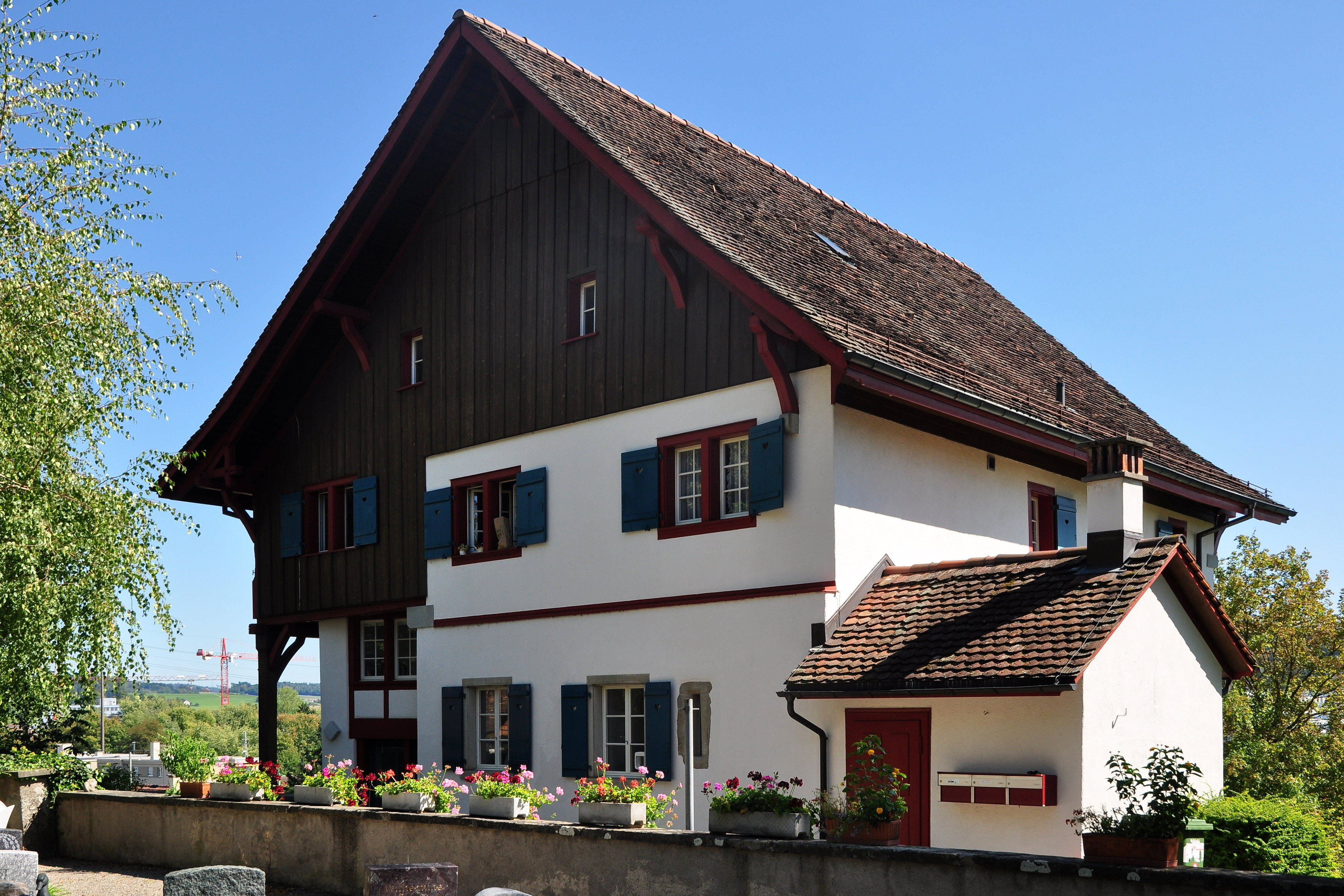
Das Hohlandhaus: im 12. Jahrhundert als Speicher erbaut und ab dem 14. Jahrhundert als Verwaltungssitz gebraucht

Mittlerweile wird davon ausgegangen, dass Oberwinterthur auch nach Abzug der Römer durchgehend besiedelt war. Belege dafür sind unter anderem frühmittelalterliche Funde bei der Kirche St. Arbogast, deren Vorgängerkirche im 6. Jahrhundert oder spätestens im 7. Jahrhundert bestanden haben dürfte und durch Gräber aus dieser Zeit indirekt belegt ist. Ein weiterer wichtiger, frühmittelalterlicher Fundkomplex befindet sich auf der Flur Bätmur, wo ebenerdige Pfostenlöcher und Grubenhäuser gefunden wurden, die als Webkeller gedient hatten. Zu dieser Zeit herrschten in der Umgebung Oberwinterthurs die Merowinger, auf welche auch die durch ihre Namen erkennbaren Ortsgründungen von Sehaim (Seen) und Feldhaim (Veltheim) zurückgehen, die beide 774 n. Chr. erstmals urkundlich erwähnt sind. Bereits früh gehörte der grösste Teil von Grund und Boden Oberwinterthurs entweder dem Domstift Konstanz oder dem Kloster Reichenau, weshalb die Ortschaft Mitte des 8. Jahrhunderts im Gegensatz zu vielen umliegenden Orten nicht von der Schenkungswelle zugunsten des Klosters St. Gallen erfasst wurde.
Oberwinterthur selbst wird etwas später als Venterdura (843 n. Chr.) und als Winterduro (856 n. Chr.) urkundlich erwähnt. Um 919 kommt es in einer Urkunde zur Unterscheidung zwischen Oberwinterthur und Niederwinterthur, das der heutigen Altstadt entspricht und den Zehnten an die Kirche Oberwinterthur entrichten musste. Der Name Winterthur selbst dürfte in verschiedenen Schreibweisen jedoch bis ins 13. Jahrhundert für beide Orte verwendet worden sein und es dürfte eine Konkurrenzsituation zwischen den beiden Orten bestanden haben. Die Vormachtstellung gegenüber Niederwinterthur verlor Oberwinterthur spätestens mit dem Machtgewinn der Kyburger, die Winterthur zu ihrer Hauptstadt machten.:S. 36–37 Auch bei den zahlreichen auf dem heutigen Stadtkreisgebiet liegenden Ansiedlungen ist eine Datierung nicht ganz einfach: Viele Siedlungen, die von 900 bis 1200 bestanden, verschwanden später wieder, beispielsweise der Hof Zinzikon. Stadel wird 1270 erstmals urkundlich erwähnt, während der Name Hegi erstmals durch die Erwähnung des Burgherrn Wetzel von Hegi 1225 auftaucht.
Über die Entwicklung des Dorfes Oberwinterthur selbst gibt es bis ins 12. Jahrhundert hinein kaum Urkunden. Sicher ist, dass der Sprengel der Kirche Oberwinterthur viel grösser war und mindestens die heutige Altstadt, Seen, Töss, Rümikon und Räterschen umfasste. Im 10. Jahrhundert dürfte nordöstlich von Oberwinterthur die Mörsburg erbaut worden sein, die unter anderem als Sitz der Grafen von Winterthur diente und später über die Grafen von Nellenburg in den Besitz der Kyburger und Habsburger gelangte. Seit dem letzten Viertel des 12. Jahrhunderts lassen sich auch Inhaber des Meieramts in Oberwinterthur feststellen, um 1215 nahm ein gewisser Rudolf, Meier von Oberwinterthur, Sitz auf der Neuburg bei Wülflingen und ab 1292 amtete der Inhaber des Meieramtes von der Mörsburg aus. Eines der ältesten erhaltenen Gebäude in Oberwinterthur selbst ist neben der Kirche das Hohlandhaus, das 1117 als Speicher errichtet wurde und ab dem 14. Jahrhundert als Verwaltungssitz diente. Im 13. Jahrhundert, noch vor 1285, ging der Grossteil von Grund und Boden Oberwinterthurs wohl vom Domstift Konstanz an das neu gegründete Kloster Petershausen über.

### Unter Zürcher Herrschaft

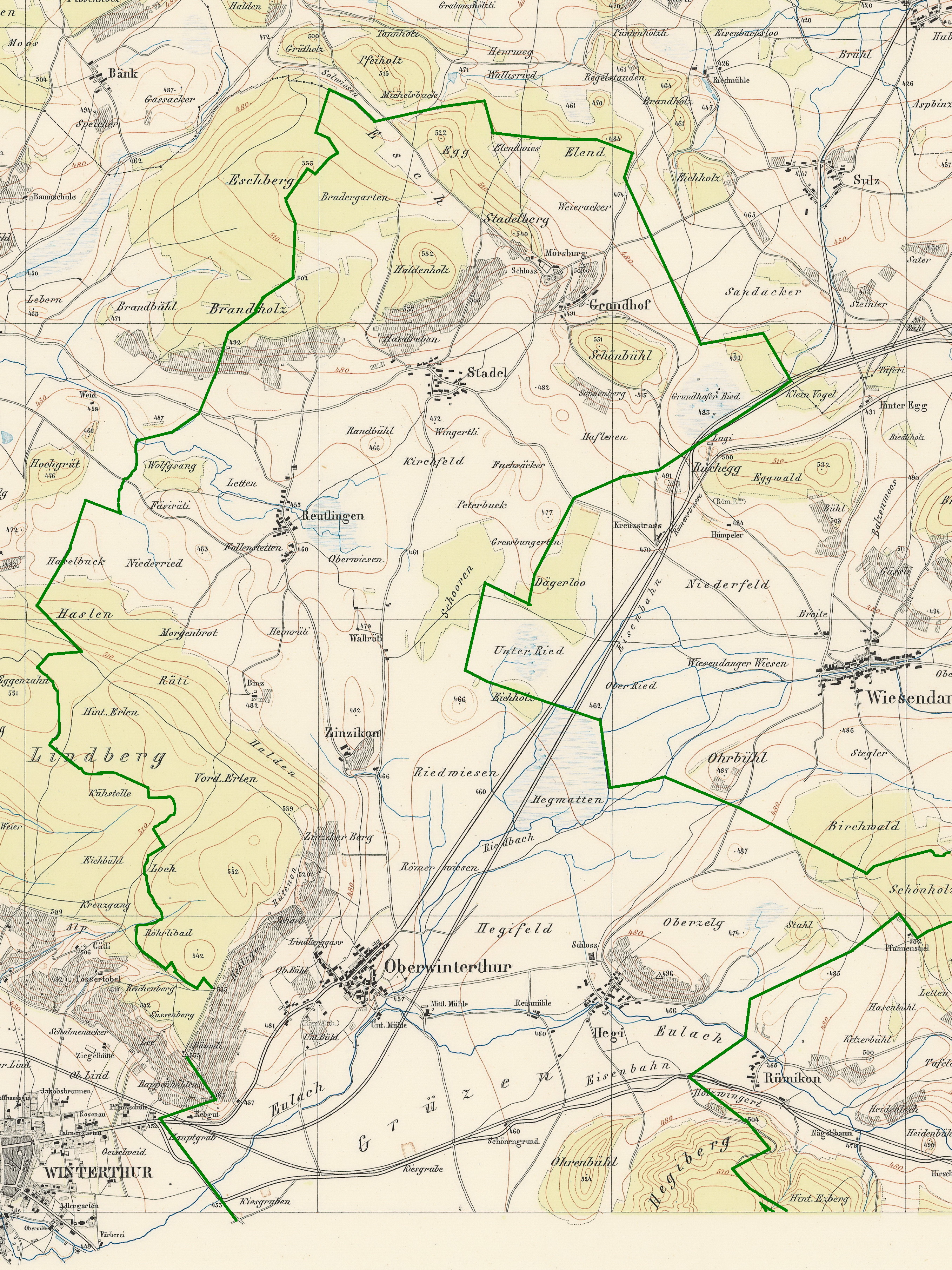
Oberwinterthur auf der Wild-Karte, um 1850 (Ricketwil liegt weiter südöstlich, jenseits des Hegibergs)

1424 wird Oberwinterthur wie auch die umliegende Landschaft von Österreich an Zürich verpfändet und dem Enneramt der Grafschaft Zürich zugeteilt. Bei den Wahlen zum Amt des Untervogts, dem höchsten für Dorfbewohner dazumal erreichbaren Amt, kamen auch Bürger von Oberwinterthur oft zum Zuge; mit Ruedi Ehrensperger stellte Oberwinterthur auch den ersten Untervogt. Obwohl das Dorf im Vergleich zur Römerzeit und zum Frühmittelalter an Bedeutung eingebüsst hatte, war es innerhalb des Enneren Amtes immer noch eine der bedeutenderen Ortschaften. Gemäss den in den 1460er-Jahren erstellten Steuerrödeln besass Oberwinterthur selbst etwa 26 Haushaltungen mit ungefähr 150 Einwohnern und Hegi bestand aus 10 Haushaltungen mit geschätzten 64 Einwohnern. Weitere im Steuerrodel erfasste und zum heutigen Oberwinterthur gehörige Ortschaften waren Stadel (7 Haushalte mit 44 Einwohnern), Grundhof-Mörsburg-Hafneren (6 Haushalte mit 37 Einwohnern), Ricketwil-Maas (2 Haushalte mit 14 Einwohnern) und Zinzikon (1 Haushalt mit 9 Einwohnern). Damit war Oberwinterthur ein durchschnittliches Dorf, lieferte jedoch zusammen mit Seen innerhalb des Ennernamts am meisten Steuern ab. 1472 wurden die Rechte und Pflichten des Dorfes in einer Offnung beschrieben.
Mit der Reformation hielt auch das Schulwesen langsam Einzug, wie sich anhand der Besoldung von Schulmeistern ab Mitte des 16. Jahrhunderts feststellen lässt. Ab 1679 dürfte ein Schulhaus oder zumindest ein Schulraum existiert haben. Aufgrund der weiten Entfernung zum Hauptdorf wurde ab 1627 in Ricketwil, ab 1641 in Stadel und ab 1661 auch in Reutlingen eine Lehrperson bezahlt. Hegi hatte spätestens ab 1661 eine eigene Lehrperson und unterhielt später wie Oberwinterthur eine eigene Schule, während in Stadel, Reutlingen und Ricketwil noch bis 1799 im Hause des Schulmeisters unterrichtet wurde.
Im 16. und 17. Jahrhundert wuchs die Bevölkerung stark an: 1720 lebten in Oberwinterthur 720 Einwohner in 72 Haushaltungen; damit war das Hauptdorf etwa gleich gross wie Hegi, Reutlingen und Stadel zusammen.

### Zeit ab 1800

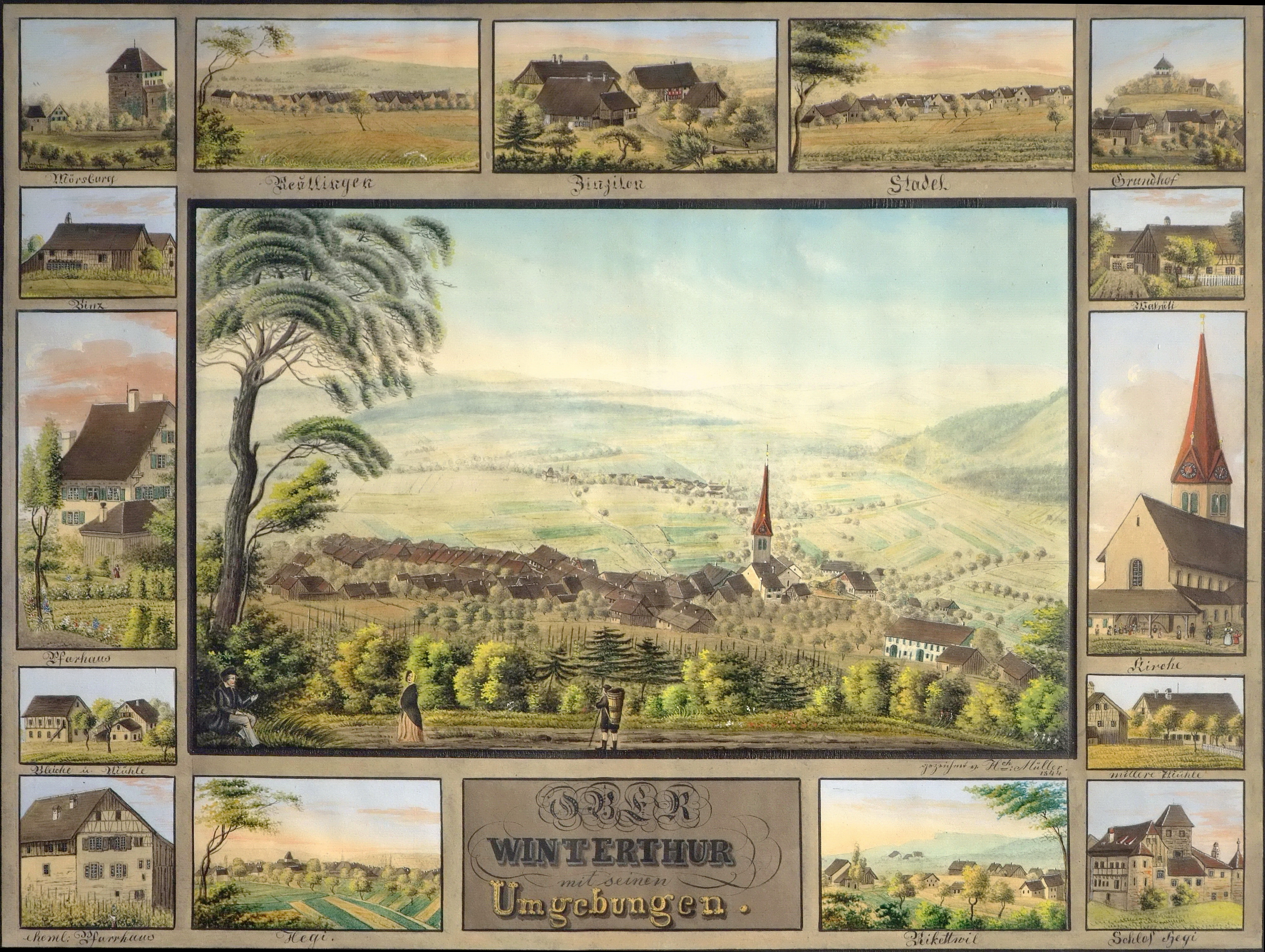
Das Rebbauerndorf Oberwinterthur, gezeichnet von Heinrich Müller 1844

Bis zur Industrialisierung war Oberwinterthur ein einfaches Rebbauerndorf. Seine Bewohner betrieben neben Weinbau auch Ackerbau und Viehzucht. 1849 entstand der erste Industriebetrieb, die Maschinenfabrik, Baumwollzwirnerei und -färberei Jakob Jaeggli. Die Ansiedlung von Industrie in Oberwinterthur wurde unter anderem durch die neu erbauten Bahnlinien (1860 nach Romanshorn, 1875 die Tösstalbahn sowie die Nationalbahn) begünstigt. Insbesondere in der Grüze siedelte sich Industrie an, so eröffneten 1880 die Gelatinefabrik Winterthur, 1883 die Baufirma Corti&Co. und 1893 die Chemiefabrik Jetzler dort ihre Standorte.
Immer mehr kam Oberwinterthur auch in den Sog der wachsenden Stadt Winterthur. Um 1900 arbeiteten von 1'396 Erwerbstätigen bereits 462 in Winterthur selbst. Im Jahr 1907 eröffneten die Gebrüder Sulzer die Oberwinterthurer Zweigstelle des Industriekonzerns zwischen Grüze und Hegi. Mit der Seifenfabrik Sträuli, der Feilenfabrik Schwarz sowie dem Sauerstoff- und Wasserstoff-Werk Luzern AG siedelten sich auch weitere Firmen, mit Ausnahme des Luzerner Unternehmens alles Winterthurer Firmen, auf dem Gebiet der Gemeinde Oberwinterthur an.
Die politische Gemeinde Oberwinterthur umfasste vor der Eingemeindung in die Stadt Winterthur die Zivilgemeinden Grundhof, Hegi, Reutlingen, Ricketwil, Stadel und Zinzikon. 1922 wurde die 1919 angenommene Eingemeindung Oberwinterthurs vollzogen, zusammen mit derjenigen von Seen, Töss, Wülflingen und Veltheim. Während der ersten Hälfte des 20. Jahrhunderts wuchs Oberwinterthur allmählich mit der Stadt zusammen, zunächst hauptsächlich entlang der Frauenfelder- und Römerstrasse. Als die Maschinenfabrik Jäggli 1975/76 vom Unteren Bühl wegzog, lieferte eine archäologische Untersuchung des Areals vor dessen Überbauung wichtige Erkenntnisse zum römischen Oberwinterthur. Im ausgehenden 20. Jahrhundert wurden dann die restlichen Freiflächen rund um das ehemalige Kerndorf überbaut und Oberwinterthur wurde vollständig zu einem Stadtteil Winterthurs.

Oberwinterthur in den 1830er-Jahren
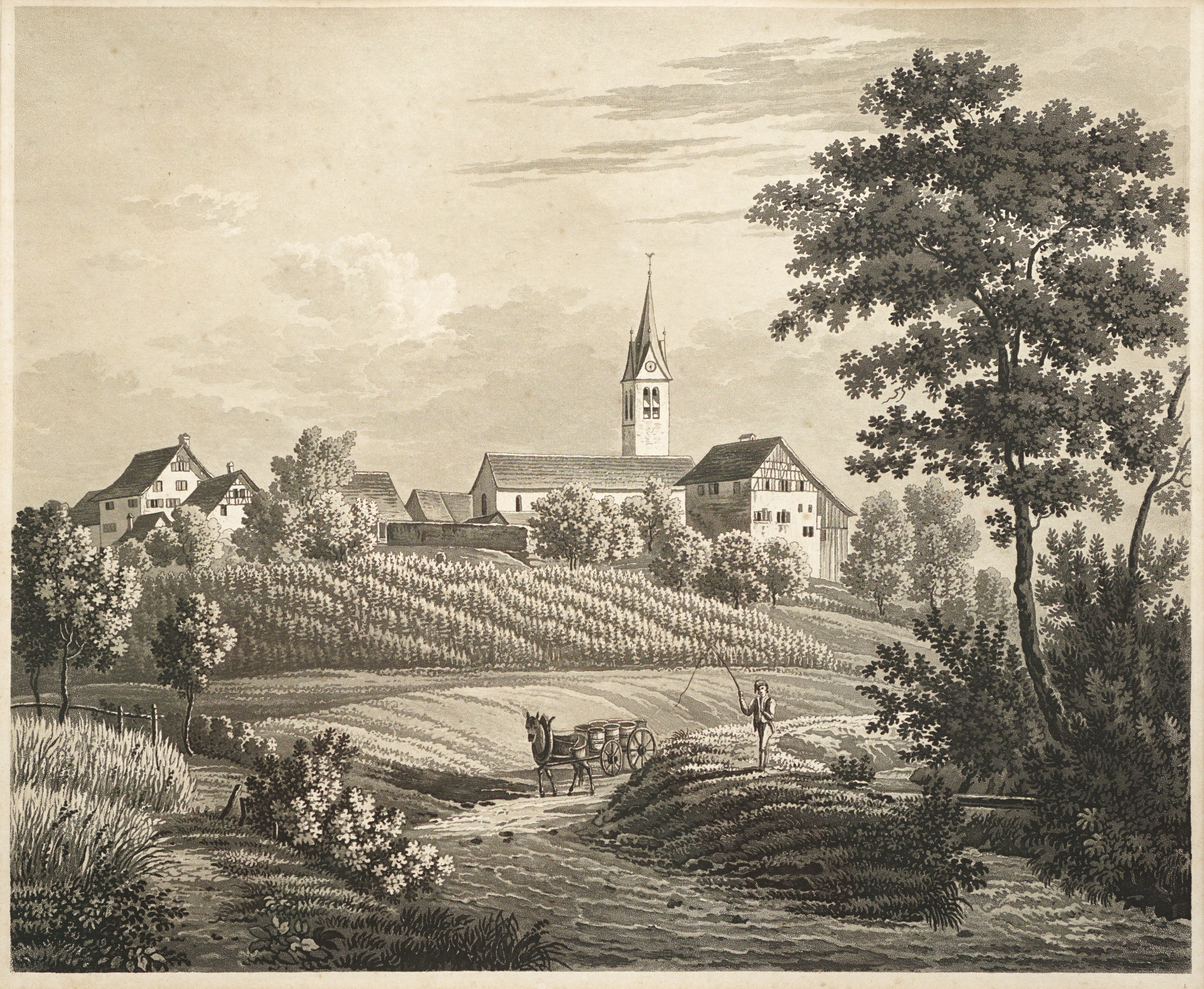
Kirche und Hohlandhaus um 1830
Oberwinterthur 1934, Luftaufnahme von Walter Mittelholzer

## Verkehr

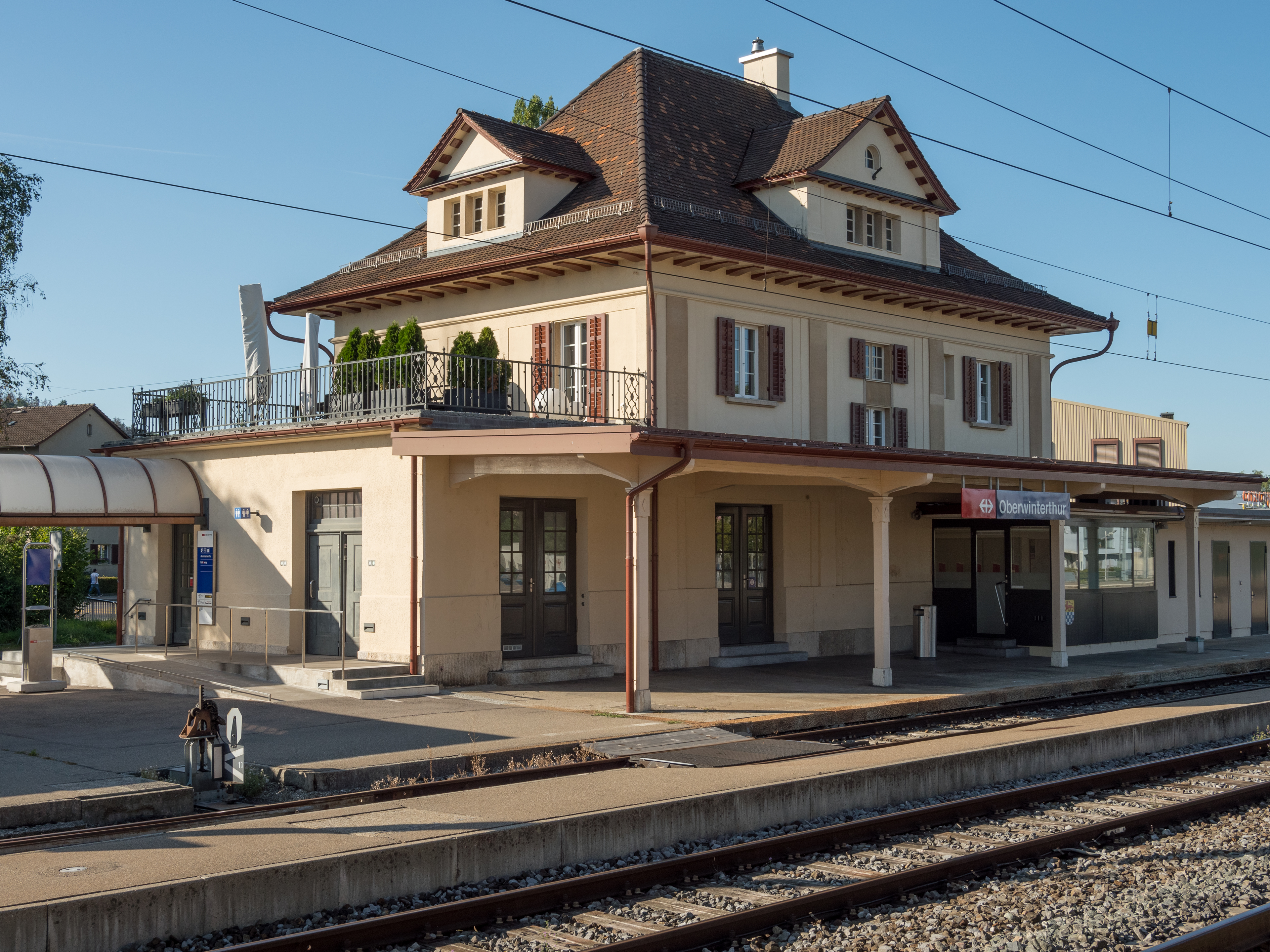
Bahnhof Oberwinterthur

### Öffentlicher Verkehr
Oberwinterthur ist mit fünf Bahnstationen verkehrstechnisch gut erschlossen. Die wichtigste Station ist der Bahnhof Oberwinterthur. Von hier führen Bahnlinien zum Bahnhof Winterthur, nach Stein am Rhein und nach Frauenfeld. Am Bahnhof halten die S 11 , S 24 , S 29  und S 30  der S-Bahn Zürich, sowie die Nachtlinie SN30  von Thurbo. Der Bahnhof ist zudem Endstation einer Regionalbuslinie.
Weitere Bahnstationen in Oberwinterthur sind Winterthur Wallrüti, Reutlingen, Winterthur Grüze und Winterthur Hegi (2006 eröffnet).
Oberwinterthur ist auch durch mehrere Trolleybus- und Autobuslinien von Stadtbus Winterthur erschlossen. Unter anderem führen die Linie 1 (Töss-HB-Oberwinterthur), die Linie 5 (Dättnau-HB-Technorama), Linie 7 (Bahnhof Wülflingen-HB-Elsau, Melcher), die Linie 10 (HB-Bahnhof Oberwinterthur) sowie die Regionallinie 680 (HB–Elgg) durch den Stadtkreis Oberwinterthur. Von 1931 bis 1951 verkehrte die Linie 1 als Teil der Strassenbahn Winterthur zum Bahnhof Oberwinterthur.
Am Wochenende wird der Stadtteil im Nachtverkehr hauptsächlich durch die halbstündlich verkehrenden Linien N1 (Dättnau–HB–Oberwinterthur) und N7 (Bahnhof Wülflingen–HB–Elsau, Melcher) sowie durch die stündlich verkehrende Linie N67 (HB–Bahnhof Oberwinterthur) bedient. Die Aussenwacht Reutlingen wird von der Linie N63 (HB–Reutlingen) bedient.

### Individualverkehr
Der Stadtteil hat mit der Ausfahrt Oberwinterthur an der A1 im Nordosten eine eigene Autobahnausfahrt. Zudem durchqueren die Schweizer Hauptstrassen Frauenfeld-Zürich (Hauptstrasse 1) und Wil-Winterthur (Hauptstrasse 7) den Stadtteil. Weiter verbindet die Stadlerstrasse und später Etzwilerstrasse den Ortsteil mit Seuzach.

## Bevölkerung
Oberwinterthur ist der bevölkerungsmässig grösste Stadtteil von Winterthur. Jeder fünfte Winterthurer wohnt in Oberwinterthur.
22 % der Einwohner sind im Kinder- und Jugendalter, 65 % im Erwerbstätigenalter und 13 % im Rentenalter.
Oberwinterthur weist einen Ausländeranteil von 27 % auf, wobei die Werte für die einzelnen Quartiere sehr unterschiedlich sind: Hohe Ausländerquoten weisen Guggenbühl (34 %), Grüze (31 %) und Hegmatten (28 %) auf; wenige Ausländer leben hingegen in den Aussenwachten Ricketwil (4 %), Stadel (12 %) und Reutlingen (15 %). Die grössten Migrantengruppen in Oberwinterthur stammen aus dem ehemaligen Jugoslawien (5 % der Wohnbevölkerung), aus Deutschland (5 %) und aus Italien (4 %).

## Bildung
Oberwinterthur bildet einen eigenen Schulkreis der Stadt Winterthur mit 14 Kindergärten (Eulachpark, Gerzler, Hegifeld, Im Gern, Zinzikon, Oberi-Dorf, Neuhegi, Reismühle, Schooren, Stadel, Talwiesen, Unteres Bühl, Unterwegli, Wallrüti), 11 Primarschulen (Eulachpark, Guggenbühl, Hegi, Hegifeld, Neuhegi, Römerstrasse, Reutlingen, Rychenberg, Stadel, Talacker und Zinzikon) und 3 Oberstufenschulen (Lindberg, Rychenberg und Wallrüti). Die zahlreichen Schulen und Kindergärten sind organisatorisch in sieben geleitete Schuleinheiten gegliedert. Die Sekundarstufe I in Oberwinterthur ist nach dem Modell einer gegliederten Sekundarschule organisiert.

## Sport
Der Turnverein Oberwinterthur wurde 1881 gegründet und spielt unter anderem Faustball in der zweithöchsten Schweizer Liga. Der Turnverein Hegi brachte mit Ernst Gebendinger einen Turner heraus, der 1950 mehrfacher Turnweltmeister und 1952 Olympia-Silbermedaillengewinner in Helsinki wurde. Zurzeit turnt mit Taha Serhani wieder ein Turner des Vereins an internationalen Wettbewerben.
Der FC Oberwinterthur, der in den 1920er-Jahren in der zweithöchsten Spielklasse spielte, sowie der SC Hegi spielen heute in den Tiefen der Regionalliga Fussball. Weiter gibt es einen aktiven Armbrustschützenverein, einen Tennisverein sowie einen Standschützenverein.
Die Standschützen Oberwinterthur gehören in der Schweiz zu den besten Vereinen über 300 m Sportgewehr.
Im Sommer bietet sich das Schwimmbad Oberwinterthur zur Abkühlung an.

## Sehenswürdigkeiten

### Kunst und Kultur
In Oberwinterthur befindet sich das Technorama, das grösste Science Center der Schweiz und das meistbesuchte Museum der Stadt Winterthur.
Jeweils am letzten Wochenende der Sommerschulferien feiern die Bewohner von Oberwinterthur das Römerfest, wie die Dorfet von Oberwinterthur seit 2016 genannt wird. Vereine und Institutionen bieten im historischen Kern von Oberwinterthur kulinarische Köstlichkeiten, Getränke und weitere Attraktionen an.
Neben dem Römerfest zeichnet der Ortsverein Oberwinterthur auch für die Durchführung von Oberi Sounds Good verantwortlich, einem Musik-Event mit Musikern der Stilrichtungen Swing, Blues, Boogie Woogie und New Orleans Jazz.

### Historische Gebäude

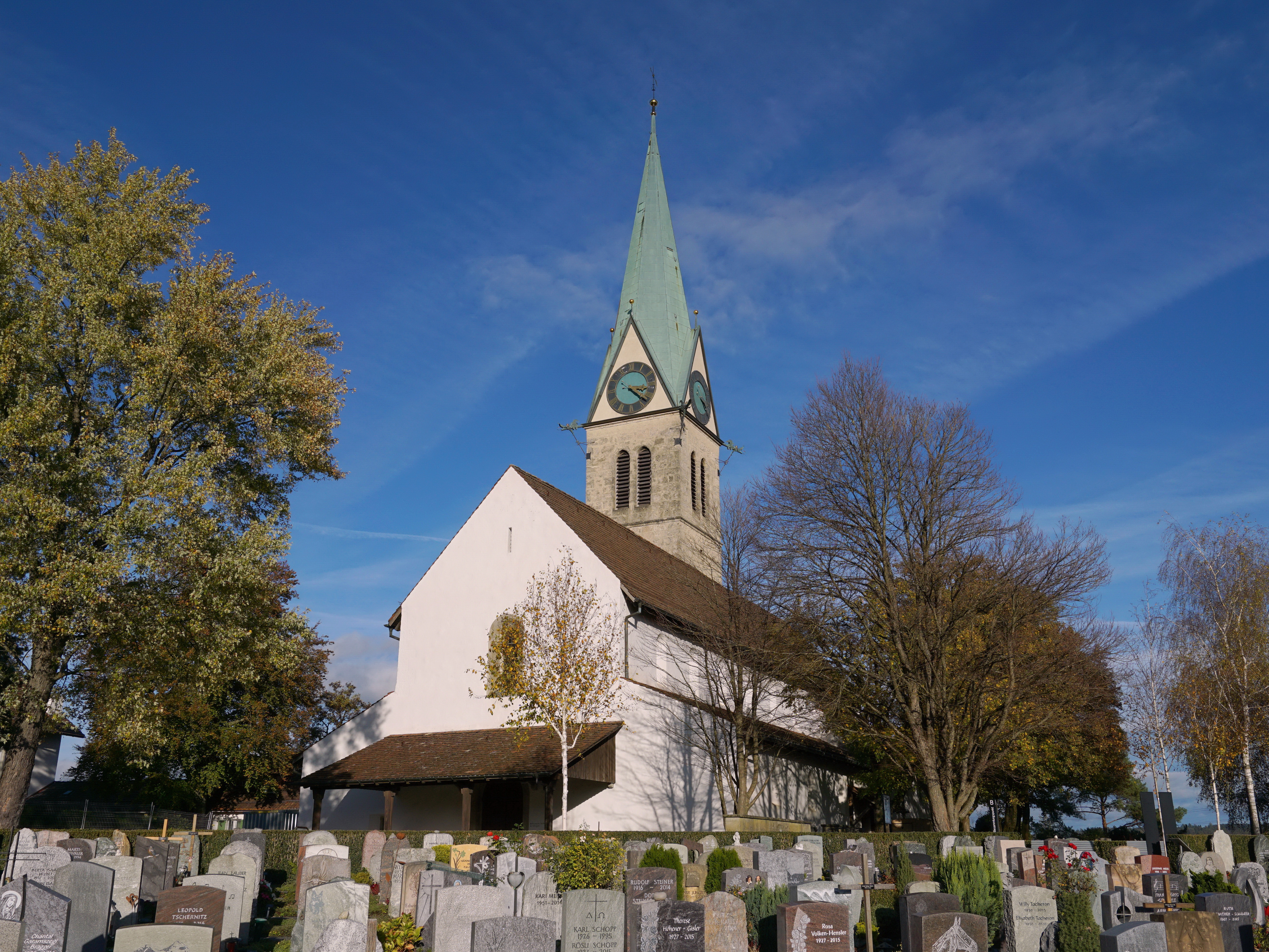
Reformierte Kirche St. Arbogast

Die Kirche St. Arbogast im Ortskern von Oberwinterthur steht auf dem Ruinenfeld römischer Thermen und eines gallorömischen Tempels aus dem 2. Jahrhundert nach Christus. Die Kirche weist einzigartige Wandmalereien aus dem frühen 14. Jahrhundert auf. Namenspatron der heute reformierten Kirche ist Arbogast von Straßburg.
Das eindrucksvolle Hohlandhaus (auch Hollandhaus genannt) ist das älteste profane Gebäude im Ortskern. Der Fachwerkbau, dessen Ursprünge im 12. Jahrhundert liegen, gehört ebenso wie die Kirche St. Arbogast und die beiden folgenden Schlösser zu den Kulturgütern von nationaler Bedeutung im Kanton Zürich.
Das Schloss Hegi war über Jahrhunderte Wohnsitz adeliger Familien. Heute beherbergt es ein öffentliches Museum. Der Schlosspark ist frei zugänglich.
Das Schloss Mörsburg liegt ganz im Osten von Oberwinterthur. Seine erste Erwähnung geht auf das Jahr 1241 zurück. Das Museum in der Mörsburg zeigt Wohnkultur des 17. und 18. Jahrhunderts sowie eine Waffen- und Glassammlung.